# Primera División de Samoa
La Primera División de Samoa es la segunda división de fútbol de Samoa. Actualmente disputa 20 equipos.
El campeón asciende a la Liga Nacional de Samoa y el subcampeón al juego de la promoción y descenso.

## Equipos participantes

### Temporada 2022
- Alamagoto FC
- Lion Judah FC "B"
- Lotopa SC
- Lupe ole Soaga SC "B"
- Moata'a FC
- USP FC "B"
- Saleimoa FC
- Togafuafua FC
- Vailele FC
- Vaipuna FC "B"
- Vaitele-Uta SC "B"
- Vaivase-Tai FC "B"

## Palmarés
| Temporada | Campeón               | Subcampeón         |
| --------- | --------------------- | ------------------ |
| 1984      | Togafuafua FC         | Marist FC          |
| 1998      | Moata'a FC            |                    |
| 2000      | Lepea FC              |                    |
| 2001      | Togafuafua FC         | Adidas SC          |
| 2004      | Fa'atoia United       | Maagao FC          |
| 2008      | Vaitoloa United FC    | AST Central United |
| 2010-11   | Vaimoso FC            | Lupe ole Soaga SC  |
| 2012-13   | Vaitele Uta SC        | Vaipuna FC         |
| 2014-15   | Vaiusu FC             | Fa'atoia United    |
| 2016      | Togafuafua FC         | Lepea FC           |
| 2017      | Lupe ole Soaga SC "B" | Sogi SC            |
| 2018      | Fa'atoia United       | Sogi SC            |
| 2019      | Faleasiu FC           | Adidas SC          |
| 2020      | Lupe ole Soaga SC "B" | USP FC             |
| 2021      | Lepea FC              | Moaula United FC   |

## Títulos por club
| Club                  | Títulos | Años campeón     |
| --------------------- | ------- | ---------------- |
| Togafuafua FC         | 3       | 1984, 2001, 2016 |
| Faitoia United        | 2       | 2004, 2018       |
| Lupe ole Soaga SC "B" | 2       | 2017, 2020       |
| Lepea FC              | 2       | 2000, 2021       |
| Moata'a FC            | 1       | 1998             |
| Vaitoloa United FC    | 1       | 2008             |
| Vaimoso FC            | 1       | 2010-11          |
| Vaitele Uta SC        | 1       | 2012-13          |
| Vaiusu FC             | 1       | 2014-15          |
| Faleasiu FC           | 1       | 2019             |